# 名古屋市立平田中学校

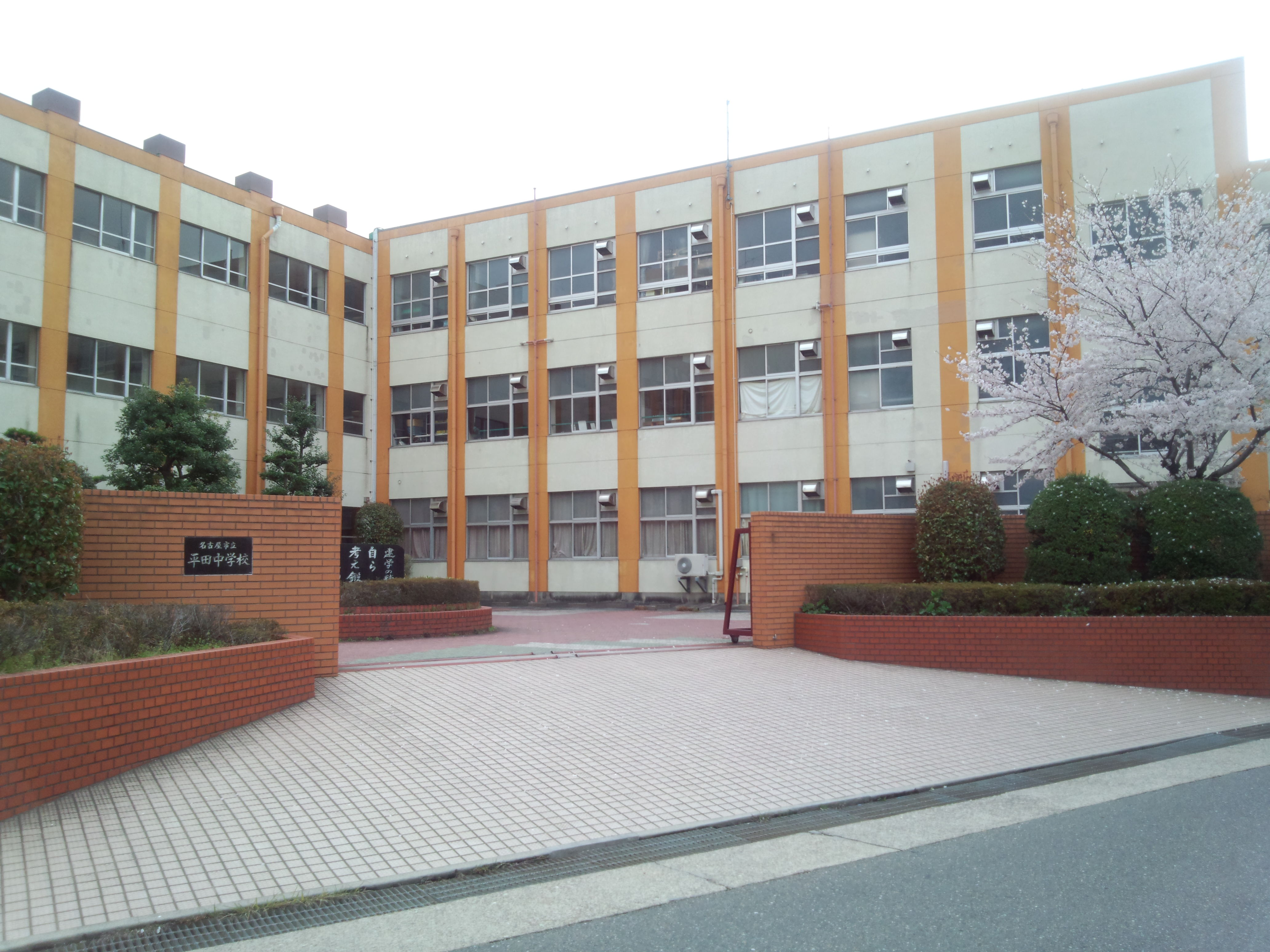
正門

名古屋市立平田中学校（なごやしりつひらたちゅうがっこう）は、愛知県名古屋市西区山木にある名古屋市立中学校である。

## 学校概要
校舎の形が逆T字の形をしているのが特徴である。普通学級のほか、特別支援学級（当校では8組と称している）を併設している。

## 部活動
部活動は平成30年度のもの。

### 運動系部活動
- 女子バスケットボール部
- 卓球部
- サッカー部
- ソフトボール部

### 文化系部活動
- 吹奏楽部
- 美術部
- 将棋部

## 学校行事
当校では合唱コンクールを平田祭と称しているのが特徴である。

## 学区概要
名古屋市西区の北端に学区が位置している。学区は地理的に新川によって他の名古屋市の地域と切り離されている格好になっている。学校は学区の南東端近くの工場地帯の中に位置し、住宅地の多い学区北部からの通学には不便である。名古屋市立平田小学校および名古屋市立浮野小学校の2つの公立小学校の卒業生の進学先となっている。

### 通学区域
学区の範囲は学校公式サイトの地図による。
| - 山木1・2丁目（学校所在地） - 丸野1・2丁目 - 新木町 - 十方町 - 木前町 - 見寄町 - 長先町 - 平中町 - 上橋町 | - 中沼町 - 浮野町 - 西原町 - 円明町 - 平出町 - 城町 - 城西町 - 野南町 |

### 学区の主要施設
- 当校には平田地域スポーツセンターが併設されている。
- 名古屋市立平田小学校
- 名古屋市立浮野小学校
- 名古屋市平田学校体育センター - 名称・所在地が類似しているが附属施設ではない
- 名古屋市営平田荘（通称：平田住宅）
- 見寄公園
- 西原公園
- 山田西プール
- 名古屋市上下水道局平田雨水ポンプ所 - 学校の南に隣接する

## 生徒数の変遷
『愛知県小中学校誌』（2018年）によると、生徒数の変遷は以下の通りである。
| 1980年（昭和55年） | 542人 |  |
| 1987年（昭和62年） | 750人 |  |
| 1997年（平成9年）  | 345人 |  |
| 2007年（平成19年） | 300人 |  |
| 2017年（平成29年） | 290人 |  |

## 交通アクセス
- 名鉄犬山線・名古屋市営地下鉄（名古屋市交通局）鶴舞線 上小田井駅より徒歩12分[WEB 4]
- 名古屋市営バス（名古屋市交通局） 平田中学校停留所より徒歩4分[WEB 4]

### WEB
1. ↑  学校平面図2013年8月23日閲覧。
2. ↑  部活動紹介2013年8月23日閲覧。
3. ↑  学区地図2013年8月23日閲覧。
4. 1 2  googleマップの表示による。

### 文献
1. ↑  六三制教育七十周年記念 愛知県小中学校誌 合同記念誌編集特別委員会 2018, p. 193.

## 公式サイト
- 公式ウェブサイト